# 이근직 (1903년)
이근직(李根直, 1903년 1월 12일 ~ 1964년 3월 16일, 경북 김천)은 일제강점기와 대한민국의 관료이다.

## 생애
일본에 유학하여 법학을 공부하였다. 1928년에 대학을 졸업한 뒤 강원도에서 조선총독부 관리로 근무하였고, 일제 강점기 말기인 1943년에 평창군수, 1944년에 원주군수로 임명되었다.
1945년에 태평양 전쟁이 종전되고 미군정이 시작되면서 강원도 비서과장 겸 철공과장으로 발탁되어 그대로 관계에 머물렀다. 이듬해에는 강원도 철공부장, 상공국장, 토목국장 등을 지냈으며, 대동건설주식회사라는 건설 기업을 운영하면서 1947년에는 강원도상공회의소 부회두를 맡기도 했다.
제1공화국 출범 후인 1949년에 강원도 산업국장과 내무국장을 지냈으며, 1950년에는 서울시 산업국장으로 전임하였다. 1952년에는 심계원 제2국장을 거쳐 부통령이던 이시영의 비서실장을 역임하였다. 1955년 경상북도지사, 1957년 내무부 장관, 1959년 농림부 장관에 올랐다.
제1공화국 말기에 내무부와 농림부 장관을 지낸 핵심 각료 중 한 명이었다. 1960년 4·19 혁명으로 제1공화국이 붕괴했을 때, 3·15 부정선거 관련 혐의자로 지목되어 수감되었다. 이근직은 다른 국무위원들과 함께 표 조작을 논의했다는 혐의를 받았으나, 법정에서 이를 부인하였다.
1964년 3월 16일 자택에서 사망했다. 2008년에 발표된 민족문제연구소의 친일인명사전 수록예정자 명단 중 관료 부문에 포함되었다.

## 참고 자료
- 이근직(李根直) -  한국행정연구원
- 이근직(李根直) - 국사편찬위원회

| 전임 신현돈 | 제4대 경상북도지사 1955년 2월 25일 ~ 1957년 9월 26일 | 후임 송관수 |

| 전임 장경근 | 제15대 내무부 장관 1957년 9월 26일 ~ 1958년 6월 17일 | 후임 민병기 |

| 전임 정재설 | 제15대 농림부 장관 1959년 3월 21일 ~ 1960년 5월 1일 | 후임 이해익 |